# Благодатное (Лиманский район)
Благода́тное (укр. Благодатне) — село, относится к Лиманскому району Одесской области Украины.
Население по переписи 2001 года составляло 222 человека. Почтовый индекс — 67540. Телефонный код — 4855. Занимает площадь 0,51 км². Код КОАТУУ — 5122783002.

## Местный совет
67540, Одесская область, Лиманский р-н, с. Кремидовка, ул. Грушевского, 56